# Bahía Blanca (film)
Bahía Blanca è un film del 1984 diretto da Jesús Franco.
Fu girato in inverno a Murcia e Almería e prodotto dallo stesso regista, che lo considera uno dei suoi film migliori.

## Trama
Bahía Cochinos è un paese di pescatori. Un giorno, sulla spiaggia, si scopre il corpo di un uomo, che viene identificato come Pocho Martín. Il medico legale Ramiro stabilisce che è stato assassinato.
Un eccentrico personaggio del luogo, soprannominato "Miserias" per le sue profezie nefaste, avverte il commissario Carlos Fernández che la piccola Isla de los Ciervos, di fronte alla baia, è abitata da alcune donne malefiche. Quando l'ispettore e il medico legale vi approdano trovano una taverna gestita da due sorelle. Una è Alida, l'ostessa-prostituta nella quale Carlos riconosce una sua vecchia fiamma, al tempo nota col nome d'arte di Mandanga; l'altra è María, una ragazza bella e muta, che soffre di gravi disturbi mentali e aspetta un bambino frutto di una violenza. Carlos sospetta di Alida, ma per non creare problemi alla vecchia amica, l'ispettore convince il medico legale a redigere un certificato di morte accidentale.
Sull'isola giunge anche Raúl Sebastián, il boss della malavita locale che controlla la cittadina e che da tempo è l'amante e il protettore di Alida. Quando scopre la relazione tra lei e Carlos, Raúl si reca dall'ispettore con i suoi uomini e lo minaccia, intimandogli di stare alla larga dalla sua amante.
Uno degli uomini del Raúl Sebastián è un giovane dai capelli lunghi di nome Andy, innamorato di Sylvia, la figlia dell'oste León Maderos. In realtà Andy è il figlio naturale di Raúl, che da un lato non l'ha mai riconosciuto e dall'altro, coinvolgendolo nella sua organizzazione mafiosa, l'ha tenuto vicino a sé.
Sylvia e Andy si fidanzano nonostante l'opposizione dei rispettivi padri: da una parte Raúl, che vorrebbe per il figlio una donna più prestigiosa, e dall'altra il León Maderos, che non vuole che la figlia entri a far parte della cricca di Raúl Sebastián.
Carlos torna sull'isola per rivedere Alida. È però evidente che María ha un debole per lui e quando Carlos la invita a fare una passeggiata sulla spiaggia, alla prima occasione lo bacia. Quando la sorella scopre la tresca fa finta di niente, ma in segreto comincia a covare un sentimento di gelosia. Parlando con María, cerca inoltre di convincerla che è solo al suo amore di sorella che si deve affidare, anche nell'attesa della nascita di un bambino che diventerà idealmente il loro. Tutte le cure e tutto l'affetto di cui ha bisogno li riceverà da lei.
Ma María è troppo bella e troppo fragile: dopo Carlos è la volta Andy, che conosce bene l'isoletta per averci accompagnato tante volte il padre nelle sue visite all'amante. Tornatovi da solo, il ragazzo tenta di violentare María sulla spiaggia e viene freddato da Alida con un colpo di rivoltella.
Com'era già accaduto, il mare restituisce il corpo senza vita di un giovane uomo. Al funerale lo strazio di Sylvia, che inutilmente i giorni precedenti aveva seguito le tracce di Andy fino sull'isola, sospettando di Alida, si unisce al rimorso silenzioso di Raúl.
È notte. Carlos si reca nuovamente sull'isola. Sentendosi sempre più legata al vecchio amico e amante, Alida gli manifesta la sua gelosia verso la sorella, mentre María ascolta la conversazione da dietro la porta, e quando gli confida di provare la sensazione di aver sacrificato per lei - per una infelice - i suoi anni migliori, María scoppia in lacrime e corre fuori, verso la scogliera.
Nel frattempo, indossato l'abito da sposa e imbracciato un fucile da caccia, Sylvia ha preso una barca a motore e, sul fare del giorno, attracca sull'isoletta, mettendovi piede qualche istante prima che María si suicidi gettandosi tra gli scogli. Quindi imbraccia il fucile e, da lontano, colpisce prima Alida, poi Carlos.
Epilogo. Sono passati molti anni: sola e ormai prigioniera della sua isola, zoppa ma sopravvissuta a quel colpo di fucile, Alida contempla quel mare che non le hai mai restituito il corpo della sorella.

## Curiosità
Il regista non doppia il personaggio al quale dà il suo volto bensì quello del medico legale Ramiro, interpretato dal direttore della fotografia Juan Soler.